# 濁雙唇搭嘴音
雙唇搭嘴音是隸屬於搭嘴音的一個家族，目前只發現科伊桑族中梯鄂語系的語言、‡Hõã語、和澳洲中一種只用在宗教儀式的達憫語視此音為獨立音素。在西非亦有語言將此音視為唇軟顎音的同位音。
國際音標中此音的符號是ʘ，但此符號一定要和另一個輔音符號並用來表示實際的聲音，已被證實的雙唇搭嘴音組合是：
- [k͡ʘ]或[ʘ͡k] 清軟顎雙唇搭嘴音 （可以是送氣音，擠喉音，或者和其他音成破擦音等）
- [ɡ͡ʘ]或[ʘ͡ɡ] 濁軟顎雙唇搭嘴音 （可以是呼聲音或者和其他音成破擦音等）
- [ŋ͡ʘ]或[ʘ͡ŋ] 鼻音軟顎雙唇搭嘴音 （亦可以是清音、或者是送氣音等）
- [q͡ʘ]或[ʘ͡q] 清小舌雙唇搭嘴音
- [ɢ͡ʘ]或[ʘ͡ɢ] 濁小舌雙唇搭嘴音 （通常都會前鼻音化）
- [ɴ͡ʘ]或[ʘ͡ɴ] 鼻音小舌雙唇搭嘴音

## 特徵
雙唇搭嘴音的特徵：
- 發音方法是搭嘴音，即是以口腔內的兩個閉合處發音。在這兩個閉合處間的空氣被舌頭吸的動作抽走，前方的閉合處放鬆，造成喀嚓聲。雙唇搭嘴音中，放鬆時聲音如破擦音般略帶噪音，而不像塞音般清晰。最後的閉合處可以形成塞音，鼻音，擠喉音或破擦音，亦可以有好幾種上述的發音方式。
- 發音部位分兩個：前方是雙唇；後方可以是軟顎或小舌。
- 雙唇搭嘴音可以是口腔輔音或者鼻輔音，空氣可以從口或鼻逸出。
- 中央輔音, 氣流可從舌中部流過，不從兩側流過。
- 氣流特點是空氣由舌頭吸進口裡，成軟顎吸氣。

有時雙唇搭嘴音會被描述為吻時發出的聲音，但這是錯誤的。發此音時，雙唇平放，毋須圓唇。
擠喉搭嘴音和上述特徵的分別在於，閉合處間的空氣會被舌頭壓縮，直至逸出前方的閉合處。